# Gérard Avran
Pour les articles homonymes, voir Avram.
Gérard Avran (10 avril 1927, Colmar, Haut-Rhin- 21 novembre 2014, Meudon, Hauts-de-Seine) est un Français déporté à Auschwitz, survivant qui témoigne sur la Shoah. Il est un des plus jeunes rescapés des camps d'extermination nazis.

## Biographie
Gérard Avran est né le 10 avril 1927 à Colmar, Haut-Rhin. Son père, Salomon Avram, est né le 1er août 1894, à Panciu, en Roumanie. Sa mère, Rose Avram, née Ullmann, est née le 21 août 1895, à Porrentruy dans le canton du Jura en Suisse. Il est le sixième d'une famille de sept enfants, dont une seule fille.

### L'enfance
En mai 1927, la famille Avram s'établit dans la banlieue parisienne: à Chaville (Hauts-de-Seine) de 1927 à 1937, puis à Garches (Hauts-de-Seine) jusqu'en 1940. Au début de 1940, la famille déménage à la rue Condorcet, dans le 9e arrondissement de Paris. Le 8 juin 1940, alors que les Allemands s'approchent de Paris, Gérard Avran et son jeune frère Bernard Avram partent pour Loué (Sarthe), près du Mans (Sarthe), avec leurs camarades de classe, leurs maîtres et directeur. Ils se réfugient ensuite à Angers (Maine-et-Loire). Les parents étant en zone libre, une tante vient les chercher en octobre 1940.
En décembre 1940, Gérard Avran et Bernard Avram reçoivent un laissez-passer, et quittent Paris pour rejoindre leur mère, Rose Avram, leurs frères et leur sœur, Mireille Avram, à Brive-la-Gaillarde, en zone libre. Le père, Salomon Avram, se rend à Marseille, pour trouver du travail et un logement. Fin décembre 1940, la famille Avram déménage à Marseille.
En juin 1943, Salomon Avram est arrêté par la Gestapo. Ce même jour, la famille avait accompagné un frère de Gérard Avran, âgé de dix-huit ans, qui partait en Allemagne pour le service du travail obligatoire (STO). En revenant, Salomon Avram, va chercher son courrier à son bureau d'import-export. Il ne rentre pas pour le déjeuner. Rose Avram envoie Gérard Avran le chercher. Il y va avec son frère cadet Bernard Avram. Salomon Avram a été arrêté. Il disparaît à jamais.
Bernard Avram retrouve son frère aîné Jean Avram, professeur dans le Vercors, à Villard-de-Lans. Un troisième frère est dans la Marine, en Turquie. À Marseille, ils ne sont désormais plus que quatre: Rose Avram, Gérard Avram, Pierre Avram et Mireille Avram.
En novembre 1943, Les Allemands occupent la zone libre depuis un an. Gérard Avran travaille dans une imprimerie-papeterie. Le 10 novembre 1943, il décide de ne pas manger à la cantine et de rentrer à la maison. La Gestapo est chez eux. Pierre Avram et Gérard Avran sont emmenés au Centre pénitentiaire de Marseille. Leur mère, Rose Avram, attend leur sœur Mireille Avram, en compagnie d'un SS. Ils se retrouvent dans la même cellule en fin d'après-midi.

### La déportation
Le 24 novembre 1943, la famille est déportée au Camp de Drancy. Rose Avram demande aux autorités suisses, la reconnaissance de sa nationalité suisse. Pour elle et, si possible, pour toute la famille. Le 20 janvier 1943, la réponse des autorités suisses est négative.
Gérard Avran est déporté par le Convoi No. 66, en date du 20 janvier 1944, du Camp de Drancy vers Auschwitz. Dans le même Convoi, on trouve son père, Salomon Avram, sa mère, Rose Avram et les jumeaux, Mireille Avram et Pierre Avram (nés le 6 février 1924, à Paris). Leur dernière adresse est au 4, rue Raymond Teisseire, à Marseille,,.
À l'arrivée à Auschwitz, Rose Avram et Mireille Avram sont assassinées. Gérard Avran est détenu du 22 janvier 1944 au 6 mai 1945 dans le camp d'Auschwitz III également appelé Monowitz-Buna. En janvier 1945, devant l'approche de l'Armée rouge, les SS décident de faire évacuer les camps d'extermination. Plus de cent mille détenus sont sur les routes. Arrivé au Camp de Buchenwald, il n'y a pas de place, Gérard Avran remonte dans le train pour le Camp de Mauthausen.
Il est un des plus jeunes rescapés des camps d'extermination nazis,,.

### Après la Guerre
Gérard Avran devient technicien dans le cinéma, puis réalisateur pour les écoles. À 73 ans, il décide de témoigner. Gérard Avran est conseiller municipal de Fontenay-aux-Roses de 1995 à 2001
Gérard Avran est mort le 21 novembre 2014, dans une clinique à Meudon (Hauts-de-Seine),,.

## Opinions
- Dans L'Humanité du 8 octobre 1993, il signe un appel de solidarité avec l'Algérie[14].
- Dans Libération du 1er octobre 1997, Nidam Abdi note qu'à la cérémonie à Drancy, en présence de Robert Badinter, Simone Veil, du cardinal Lustiger: "Un peu à l'écart, un peu indifférent au cérémonial, Gérard Avran, cinéaste à la retraite, indique le troisième étage d'un immeuble à droite du Mémorial. «Avec des Anglais et des Turcs, nous étions ici parce que les Suisses n'ont pas reconnu à mon père son mariage avec une Suisse, ma mère. Il était roumain. Des cinq de la famille, je suis le seul à être revenu vivant d'Auschwitz.»[15]".

## Œuvres
- N'oublions jamais! "On partait pour Pitchipoï". Le Manuscrit de Gérard Avran. Association Écrits et Mémoires[16].

## Pour approfondir